# Association des autorités de sûreté nucléaire des pays d'Europe de l'Ouest
Ne doit pas être confondu avec le Groupement européen des autorités de sûreté nucléaire (ENSREG)
Établie en février 1999, l'Association des autorités de sûreté nucléaire des pays d’Europe de l’Ouest (WENRA – Western European Nuclear Regulators Association) est une association indépendante, d'organismes de réglementation nucléaire nationaux (à l'origine d'Europe de l'Ouest), reconnue pour établir, mettre en œuvre et diffuser des niveaux de sûreté nucléaire harmonisés et exemplaires.
Au niveau européen, WENRA promeut l'harmonisation des réglementations nationales de sûreté nucléaire entre ses membres.
WENRA s'efforce d'être à la pointe de la sûreté nucléaire et à diffuser des niveaux exemplaires de sûreté nucléaire à travers le monde.
L'association est actuellement présidée par Olivier Gupta (directeur général de l'ASN).

## Histoire
Cette association a été créée à l'initiative de l'Autorité de sûreté nucléaire (ASN), par son président André-Claude Lacoste qui a aussi été membre fondateur de l'Association internationale des autorités de sûreté nucléaire (INRA). Depuis sa création, l'association WENRA a  recommandé et obtenu la fermeture de huit réacteurs nucléaires chez les candidats à l'adhésion à l'Union européenne :
- les deux réacteurs de la centrale nucléaire d'Ignalina en Lituanie,
- deux réacteurs de la centrale nucléaire de Bohunice en Slovaquie,
- et quatre réacteurs de la centrale nucléaire de Kozlodouy en Bulgarie.

## Missions et objectifs
Faire travailler ensemble les autorités de sûreté nationales afin d'harmoniser et de faire progresser en permanence la sûreté nucléaire à un niveau aussi élevé que raisonnablement possible, pour protéger les personnes et l'environnement.
Les objectifs de WENRA, tels qu'énoncés dans les termes de référence de l'association en 1999, sont :
– de développer une approche commune de la sûreté et de la réglementation nucléaire, notamment au sein de l'Union européenne.
– de doter l'Union européenne d'une capacité indépendante d'examen de la sûreté et de la réglementation nucléaires dans les pays candidats  à l'adhésion à l'UE, à l'époque.
– d'évaluer et parvenir à une approche commune des questions de sûreté nucléaire et de réglementation.

## WENRA et ENSREG
« À la différence de WENRA, l'ENSREG est composé uniquement de représentants nationaux des 27 États membres [de l'Union Européenne] compétents en matière de sûreté nucléaire et d'un représentant de la Commission européenne qui en assure le secrétariat. Les chefs d'autorité de sûreté nationale y siègent en tant que représentants de leur gouvernement respectif. Ils peuvent donc recevoir des instructions de leurs gouvernements, à l'inverse de ce qui se passe au sein de WENRA ».
« WENRA a la charge du travail technique. L'ENSREG joue un rôle politique de conseiller de la Commission européenne sur les questions de sûreté nucléaire ».

## Les groupes de travail de WENRA
RHWG : le groupe de travail d'harmonisation des réacteurs est chargé d'harmoniser les normes de sûreté dans les cadres réglementaires de ses membres pour les réacteurs en exploitation et les nouvelles centrales nucléaires.
WGWD : le groupe de travail sur les déchets et le démantèlement est chargé de développer une approche harmonisée de la sûreté dans les cadres réglementaires de ses membres dans le domaine des déchets et des installations de démantèlement.
WGRR : le groupe de travail sur les réacteurs de recherche est chargé de développer une approche harmonisée de la sûreté nucléaire pour les réacteurs de recherche.

## Membres
WENRA est aujourd'hui une association qui regroupe les responsables de 32 Autorités de sûreté nucléaire. Depuis sa création en 1999, WENRA a élargi sa composition à des pays non membres de l'Union européenne. L'implication de pays extérieurs à l'Union européenne, avec de grands programmes nucléaires, fournit à WENRA une expérience supplémentaire en matière de réglementation nucléaire et encourage l'utilisation des niveaux de sûreté de référence.
18 membres :
- Belgique – Federal Agency for Nuclear Control (FANC) (http://www.fanc.fgov.be)
- Bulgarie – Nuclear Regulatory Agency (NRA) (www.bnra.bg)
- République tchèque – State Office for Nuclear Safety (SÚJB) (http://www.sujb.cz)
- Finlande – Radiation and Nuclear Safety Authority (STUK) (http://www.stuk.fi)
- France – Nuclear Safety Authority (ASN) (http://www.asn.fr)
- Allemagne – Federal Ministry for the Environment, Nature Conservation and Nuclear Safety (BMU) (http://www.bmuv.de)
- Hongrie – Hungarian Atomic Energy Authority (HAEA) (www.oah.hu)
- Italie – National Nuclear Safety and Radiation Protection Inspectorate (ISIN) (https://www.isinucleare.it/)
- Lituanie – State Nuclear Power Safety Inspectorate (VATESI) (http://www.vatesi.lt)
- Pays-Bas –  Authority for Nuclear Safety and Radiation Protection (ANVS) (https://www.autoriteitnvs.nl/)
- Roumanie – National Commission for Nuclear Activities Control (CNCAN) (http://www.cncan.ro)
- Slovaquie – Nuclear Regulatory Authority of the Slovak Republic (ÚJD) (http://www.ujd.gov.sk)
- Slovénie – Slovenian Nuclear Safety Administration (SNSA) (https://www.gov.si)
- Espagne – Nuclear Safety Council (CSN) (http://www.csn.es)
- Suède – Swedish Radiation Safety Authority (SSM) (www.ssm.se)
- Suisse – Swiss Federal Nuclear Safety Inspectorate (ENSI) (http://www.ensi.ch)
- Ukraine – State Nuclear Regulatory Inspectorate of Ukraine (SNRIU) (https://snriu.gov.ua/)
- Royaume-Uni – Office for Nuclear Regulation (ONR) (http://www.onr.org.uk)

2 membres associés :
- Canada – Canadian Nuclear Safety Commission (CNSC)(http://nuclearsafety.gc.ca/eng/)
- Russie – Federal Environmental, Industrial and Nuclear Supervision Service (Rostechnadzor) (http://www.gosnadzor.ru/)

12 observateurs :
- Arménie – Armenian Nuclear Regulatory Authority (ANRA) (http://www.anra.am/index.aspx)
- Autriche – Federal Minister for Climate Action, Environment, Energy, Mobility, Innovation and Technology (BMK) (https://www.bmk.gv.at/en.html
- Biélorussie – Department of Nuclear and Radiation Safety (Gosatomnadzor) (https://gosatomnadzor.mchs.gov.by/en)
- Chypre – The Radiation Inspection and Control Service (http://www.mlsi.gov.cy)
- Danemark – Danish Emergency Management Agency (DEMA)(https://www.brs.dk/en)
- Irlande – Environmental Protection Agency (EPA) (https://www.epa.ie/)
- Japon – Nuclear Regulatory Authority (https://www.nsr.go.jp/english/)
- Luxembourg – Ministry of Health of Luxembourg (www.radioprotection.lu)
- Norvège – Norwegian Radiation Protection Authority (NRPA)  (https://dsa.no/en)
- Pologne – Nuclear Atomic Energy Agency (PAA) (http://www.paa.gov.pl)
- Serbie – Radiation and Nuclear Safety and Security Directorate (SRBATOM)(http://www.srbatom.gov.rs)
- États-Unis – Nuclear Regulatory Commission (NRC) (https://www.nrc.gov)

## Les publications de WENRA
L'ensemble des publications de WENRA est accessible sur son site.
Safety Reference Levels:
- - SRLs for Existing Reactors
  - SRLs for Radioactive Waste Treatment and Conditioning Safety
  - SRLs for Research Reactors

### Guidance documents:
- - Guidance Document - Issue TU: External Hazards (NPPs)
  - Guidance Document  - Issue O: Probabilistic Safety Assessment of Existing Research Reactors  Prises de position et rapports :
  - Report Applicability of the Safety Objectives to SMRs
  - WENRA Safety Objectives for New Nuclear Power Plants and WENRA Report on Safety of new NPP designs – RHWG position on need for revision
  - Practical Elimination Applied to New NPP designs - Key Elements and Expectations
  - WENRA Recommendation on macro-segregations

### Documents de référence:
- - Terms of Reference
  - WENRA Strategy 2019-2023